# The Pony Express (film, 1907)
The Pony Express je americký němý film z roku 1907. Režisérem je Sidney Olcott (1872–1949). Film měl premiéru 1. června 1907.
Jedná se o první film o Pony Expressu.

## Děj
Film zachycuje jezdce Pony Expressu, kterému je svěřena velká suma rančerových peněz, která má být dopravena daleko na opuštěnou základnu. Jezdec je napaden gangem Mexičanů, ale misi se mu podaří zdárně ukončit. Pro svou statečnost si podmaní srdce rančerovy dcery.